# Ludowy Ruch Niemiecki
Ludowy Ruch Niemiecki (niem. Volksdeutsche Bewegung, VdB) – kolaboracyjne ugrupowanie polityczne w okupowanym Luksemburgu podczas II wojny światowej
Volksdeutsche Bewegung zostało utworzone w lipcu 1940 r., po zajęciu Wielkiego Księstwa Luksemburg przez wojska niemieckie. Inicjatywa wyszła od gauleitera Gustava Simona, który jednocześnie rozwiązał wszelkie inne partie i organizacje polityczne. Na czele VdB stanął Damian Kratzenberg, profesor uniwersytecki, syn Niemca i mieszkanki Luksemburga. Ugrupowanie opowiadało się za inkorporacją kraju do Rzeszy Niemieckiej, używając hasła "Heim ins Reich" ("Ojczyzna do Rzeszy"). Nawiązywano do okresu lat 1815–1867, kiedy Luksemburg wchodził w skład Związku Niemieckiego. W sierpniu 1942 r. jego liczebność wyniosła ok. 84 tys. członków, ale przeważającą większość Luksemburczyków wstąpiła do VdB jedynie ze względów praktycznych (uniknięcie robót przymusowych w Niemczech). W okupowanej Belgii Niemcy utworzyli Landesgruppe Belgien der VdB, grupującą osoby pochodzenia luksemburskiego (ok. 8 tys. członków), ale nie miała ona większego znaczenia. Podobna organizacja powstała we Francji, także bez sukcesu. Volksdeutsche Bewegung rozpadło się po wyzwoleniu Luksemburga przez aliantów zachodnich, a jego przywódca został skazany na karę śmierci, którą wykonano w 1946 r.
Niewielka partia polityczna pod nazwą Volksdeutsche Bewegung in Liechtenstein działała w okresie przedwojennym w Wielkim Księstwie Liechtenstein.